# Autoridade Pública Olímpica
A Autoridade Pública Olímpica (APO) é uma autarquia instituída sob forma de associação pública criada através de um consórcio público em um regime jurídico público formado pela União, pelo Estado do Rio de Janeiro e pelo município do Rio de Janeiro.

## Objetivos
A APO tem por objetivo coordenar a participação destes 3 entes na preparação e realização dos Jogos Olímpicos e Paraolímpicos de 2016, especialmente para assegurar o cumprimento das obrigações por eles assumidas perante o Comitê Olímpico Internacional e com o Comitê Paralímpico Internacional para esses fins.

## História

### Criação
Foi criada pela Lei federal nº 12.396, de 21 de março de 2011, que ratifica o Protocolo de Intenções firmado entre a União, o Estado e o Município do Rio de Janeiro. No âmbito estadual, a ratificação se deu pela Lei estadual nº 5.949, de 13 de abril de 2011, enquanto que na esfera municipal, esse ato se deu pela Lei municipal nº 5.260, de 13 de abril de 2011.
Em 30 de março de 2017 o Diário Oficial da União publica a resolução nº.1, de 28 de março de 2017, do conselho de governança da APO, aprovando a prestação de contas da Diretoria Executiva, constantes
do balanço orçamentário, financeiro e patrimonial e da demonstração das variações patrimoniais da Autoridade Pública Olímpica-APO, referentes ao exercício de 2016.

### Transformação na AGLO
Em 23 de agosto de 2017, a Autoridade Pública sofreu uma transformação em sua finalidade, quando o Congresso Nacional converteu uma medida provisória oriunda do Governo Temer na Lei federal nº 13.474/2017 que transformou a APO na Autoridade de Governança do Legado Olímpico (AGLO).
A AGLO manteve a natureza autárquica, tal como era a característica de sua antecessora APO, porém, ela passou a ter como finalidade o gerenciamento das instalações esportivas olímpicas e paralímpicas que compõem o Parque Olímpico da Barra (Arena Carioca 1, a Arena Carioca 2, o Velódromo e o Centro Olímpico de Tênis), situado na cidade do Rio de Janeiro.
De acordo com previsto no artigo 12 da Lei federal nº 13.474/2017, que concebeu a essa autarquia uma natureza temporária, a AGLO deveria ser sido extinta por ato do Poder Executivo federal, após tomadas as providências de longo prazo necessárias à destinação do legado olímpico, ou até o dia 30 de junho de 2019, caso esta data ocorresse primeiro.
Ocorreu que a busca de investimentos privados tanto pelo Governo Temer entre 2017 a 2018 e pelo seu sucessor, o Governo Bolsonaro, não se mostrou bem sucedida, pois nenhuma concorrência pública lançada pelo Governo Federal nesse período despertou interesse das empresas, fazendo com que em julho de 2019, ocorresse um cenário de incerteza administrativa, com os funcionários da AGLO sem receberem orientações sobre como deveriam proceder com as pendências do órgão, além da administração das citadas instalações esportivas ficassem em um limbo jurídico causado pela extinção da AGLO. Isto levou em um primeiro momento a que o Ministério da Cidadania do Governo Bolsonaro assumisse formalmente essa tarefa.

### Criação do EGLO
Diante do caos administrativo ocorrido na gestão das instalações esportivas por causa da decisão de Bolsonaro em não renovar o prazo de validade da autarquia, o que levou à extinção definitiva da AGLO, mas com as pendências administrativas ainda sem resolução, conforme noticiado pela imprensa do período, o presidente da República teve de voltar atrás em sua decisão cinco meses depois ao criar o Escritório de Governança do Legado Olímpico (EGLO) em 5 de dezembro de 2019, entidade cujo primeiro dirigente havia sido o padrinho de casamento do senador fluminense Flávio Bolsonaro, enquanto que os militares que haviam trabalhado voluntariamente no órgão e que teriam recebido promessas informais de ocupação de cargos públicos, acabaram sendo ignorados.

## Controvérsias
Em 2023, o TCU constatou que nem a AGLO, tampouco o EGLO, e muito menos o Ministério da Cidadania haviam obtido êxito no cumprimento de suas finalidades institucionais, ao não darem uma adequação final às instalações esportivas da Arena de Handball e do Centro Aquático no Parque Olímpico da Barra.
Segundo o Acórdão nº 583/2023 - Plenário, relatado pelo ministro Augusto Nardes, o TCU determinou ao atual Ministério do Esporte, órgão federal que sucedeu à AGLO em suas obrigações, que definisse em caráter definitivo sobre o "modelo a ser seguido para a destinação final da Arena de Handball e do Centro Aquático da Barra da Tijuca, dentre o universo de possibilidades existentes, de forma a nortear todos os estudos de execução por parte da Prefeitura Municipal do Rio de Janeiro (PMCRJ), tendo em vista a sua competência, de adequação dos bens e das instalações olímpicas do modo jogos para o modo legado, prevista no art. 3º da Decreto 9.466, de 13/8/2018;".